# Баумейстер, Герберт
Герберт Ричард Баумейстер (англ. Herbert Richard Baumeister; 7 апреля 1947 — 3 июля 1996) — американский предприниматель, который был основным подозреваемым в совершении серии убийств не менее семи мужчин на территории города Индианаполис в период с 1993 года по 1995 год. Все погибшие являлись гомосексуалами и пропали без вести после посещения гей-баров. В июне 1996 года в ходе обыска территории землевладения Баумейстера были обнаружены скелетированные останки семи человек, личность четырёх которых впоследствии была установлена. После обнаружения останков полицией был выдан ордер на арест Герба Баумейстера, но ему удалось сбежать в Канаду, где на территории провинции Онтарио 3 июля 1996 года он совершил самоубийство. Впоследствии Баумейстер проверялся на причастность к совершению убийств как минимум девяти человек, которые произошли в период с 1980 года по 1991 год возле межштатной автомагистрали I-70 на территории штатов Индиана и Огайо. Многие аспекты характера Герберта Баумейстера были практически несопоставимы с психологическим портретом серийного убийцы. Так как Герберт Баумейстер был представителем среднего класса общества, был женат, имел трёх детей и проживал в одном из престижных пригородов Индианаполиса, обнаружение останков и причастность Баумейстера к совершению убийств вызвали в США общественный резонанс , благодаря чему даже спустя десятилетия после его смерти СМИ проявляют внимание к его персоне.

## Биография
Герберт Баумейстер родился 7 апреля 1947 года в семье Герберта Юджина Баумейстера и Элизабет Баумейстер на территории города Индианаполис, штат Индиана. Был старшим ребёнком в семье из четырёх детей. Отец Герберта работал анестезиологом в больницах «Methodist Hospital» и «Winona Memorial Hospital», расположенных в Индианаполисе. В разные годы он был президентом общества анестезиологов Индианаполиса и членом разнообразных медицинских ассоциаций, благодаря чему пользовался определённой известностью в городе, а его дети росли в социально-благополучной обстановке.
Герберт посещал школу «North Central High School», которую окончил в 1965 году. В школьные годы он занимался общественной работой, посещал школьные кружки по биологии, геологии и кружок по обучению игре в шахматы. В силу своей интровертности Баумейстер был мало популярен в школе и носил статус социального изгоя, по причине чего не имел друзей и не был замечен в отношениях с девушками. Его братья и сестры впоследствии утверждали, что в этот период отец Герберта поместил его в больницу, где Герберт прошел психиатрическое освидетельствование, по результатам которого ему был поставлен диагноз шизофрения, но документальных подтверждений этому впоследствии найдено не было. После окончания школы Баумейстер поступил в Индианский университет, где начал изучать анатомию, но он быстро потерял интерес к учёбе и бросил учебное заведение по окончании 1-го семестра. Последующие годы Герберт был вынужден заниматься низкоквалифицированным трудом и сменил несколько профессий. В период с 1966 года по 1970 год он несколько раз восстанавливался в университете, но каждый раз бросал учёбу по окончании одного или двух семестров, так и не получив высшего образования. Некоторое время он работал копировщиком в газете «Indianapolis Star». В ноябре 1971 года Герберт Баумейстер женился на Джулиане Сейтор, с которой он познакомился в 1968 году во время учёбы в Индианском университете. После женитьбы Герберт начал демонстрировать девиантное поведение и признаки психического расстройства, вследствие чего в мае 1972 года он обратился за медицинской помощью и два последующих месяца провёл в психиатрической клинике «Larue D. Carter Memorial Hospital», которая расположена в Индианаполисе. По результатам обследования ему был поставлен диагноз обсессивно-компульсивное расстройство. Пройдя курс лечения, Герберт летом того же года поступил в Батлеровский университет, который также позже бросил по окончании 1-го учебного семестра.
В 1974 году он устроился в автотранспортную инспекцию, где проработал в течение последующих 11 лет. В этот период он высоко поднялся по карьерной лестнице и к 1985 году занимал должность директора отдела кассовых операций и аудита с заработной платой 30 472 долларов в год. В период с 1979 по 1984 год Джулиана Баумейстер родила Герберту троих детей. В середине 1980-х Баумейстер снова начал демонстрировать признаки психического расстройства. В начале 1985 года он помочился на письмо, адресованное губернатору штата Индиана, за что подвергся дисциплинарному взысканию и в конечном итоге был уволен из автотранспортной инспекции. 3 сентября того же года Баумейстер был арестован после того, как он, будучи в состоянии алкогольного опьянения, стал виновником дорожно-транспортного происшествия и скрылся с места аварии. Он был осуждён и получил в качестве уголовного наказания несколько месяцев лишения свободы, которое он отбывал в окружной тюрьме. После освобождения, в марте 1986 года, Баумейстер снова был арестован. Ему было предъявлено обвинение в совершении угона и обвинение в заговоре с целью совершения кражи группой лиц, но впоследствии все обвинения были с него сняты. В 1988 году Герберт решил заняться предпринимательской деятельностью. Он занял у своей матери 4000 долларов и открыл комиссионный магазин. Заработав за первый год предпринимательской деятельности более 50 000 долларов, Баумейстер вскоре открыл второй магазин и переехал вместе с семьей в город Уэстфилд (штат Индиана), где в престижном районе города он купил участок земли площадью 7,3 га, более известный под названием «Fox Horrow Farm», на котором располагалась конюшня, сады, лужайки и большой дом, построенный в 1940-х годах в архитектурном стиле Тюдоров.
В начале 1990-х годов деловая активность бизнеса Герберта Баумейстера пошла на спад. Он начал испытывать материальные трудности, впал в состояние конфликта со своей женой, стал увлекаться алкогольными напитками и был замечен в посещении гей-баров. В 1994 году он был арестован за вождение в состоянии алкогольного опьянения на территории города Рочестер, (штат Индиана). Герберт Баумейстер признал свою вину и был осуждён условно с назначением испытательного срока в 1 год. Через несколько месяцев, осенью того же года его 13-летний сын Эрик во время игры в одном из саду на территории поместья «Fox Horrow Farm» обнаружил в земле человеческий череп и рассказал об этом своей матери и своим друзьям. Герберт Баумейстер объяснил жене, что череп являлся анатомической моделью в медицинской школе и использовался его отцом для практических занятий. Он уверял её в том, что череп был закопан им после уборки гаража, где якобы хранились вещи его умершего отца, но Джулиана Баумейстер с подозрением отнеслась к убеждениям Герберта, вследствие чего их отношения в дальнейшем ухудшились.

## Расследование
Осенью 1994 года в полицию обратился житель Индианаполиса, чьё настоящее имя никогда не разглашалось общественности и который проходил по делу под псевдонимом Тони Харрис. Согласно свидетельствам Харриса, в августе 1994 года в одном из гей-баров Индианаполиса он познакомился с высоким, худым, белым мужчиной среднего возраста, который в ходе общения представился как Брайан Смарт. Ряд знакомых Харриса настаивал на том, что Брайан Смарт был одним из последних людей, кто видел 33-летнего Роджера Гудлета перед тем, как тот пропал без вести в июле того же года после посещения этого гей-бара. В ходе общения Смарт уклонился от расспросов Харриса о Роджере Гудлете и предложил Тони выпить и провести с ним ночь в его загородном доме, на что Харрис ответил согласием. Харрис настаивал на том, чтобы Смарт отвёз его на своем бьюике с номерными знаками штата Огайо в один из фешенебельных пригородов Индианаполиса на территории округа Гамильтон, где они остановились возле большого дома, построенного в архитектурном стиле Тюдоров. Согласно показаниям Харриса, Брайан Смарт принял дозу кокаина, предложил ему поплавать в крытом бассейне, после чего предложил заняться мастурбацией с применением рискованной сексуальной практики — аутоэротической асфиксией с использованием резинового шланга в качестве средства, ограничивающих доступ кислорода к головному мозгу для усиления ощущений, связанных с сексуальной разрядкой. Согласно свидетельствам Харриса — Смарт слишком сильно затянул петлю на шее Тони во время эротического удушения и совершил попытку его убийства, которая была прекращена лишь после того, как Харрис притворился, что без сознания. После этого Смарт, убедившись в том, что Харрис жив — привёл его в чувство и пришёл в ярость. Он заявил Харрису о том, что без должного опыта эта практика связана с серьёзным риском для жизни и заявил о том, что знает множество случаев аутоэротической смерти, связанной с подобного рода действиями. Он не признал того факта, что во время занятий подобными сексуальными практиками со своими бывшими половыми партнерами происходили несчастные случаи, и не признал факт знакомства с Роджером Гутлетом, после чего уснул. Рано утром следующего дня Смарт проснулся и отвёз Харриса обратно в Индианаполис, после чего назначил встречу в ближайшие дни в гей-клубе под названием «501 Club», которая в конечном итоге так и не состоялась.
Во время расследования Харрис не смог дать полиции адрес Брайана Смарта и точное описание внешнего вида его дома, но в дальнейшие месяцы продолжил сотрудничать с детективом по имени Мэри Уилсон, которая расследовала дела об исчезновении Джеффа Джонса, Роджера Гудлета, 20-летнего Ричарда Хэмилтона, 21-летнего Джонни Байера, 28-летнего Аллана Ливингстона и других. Все мужчины являлись гомосексуалами и пропали без вести после посещения гей-баров Индианаполиса в начале 1990-х годов. 29 августа 1995 года Тони Харрис проинформировал полицию о том, что встретил Брайана Смарта вечером того же дня в гей-баре «Varsity Lounge». Он проследил за Смартом и дал полиции автомобильный номер его пикапа, с помощью которого было установлено, что автомобиль принадлежит Герберту Баумейстеру. Впоследствии он также был опознан Харрисом как Брайан Смарт. В течение двух последующих месяцев за Баумейстером было установлено полицейское наблюдение. В этот период полиция допросила одного из работников его магазинов, который рассказал о том, что летом 1993 года Баумейстер неоднократно исчезал днём в рабочее время суток на длительные периоды времени и выключал свой мобильный телефон. 1 ноября 1995 года он был задержан на пороге одного из своих двух магазинов вместе с женой и подвергнут допросу. Во время допроса Баумейстер отказался признать свою причастность к исчезновению гомосексуалов и настаивал на своей гетеросексуальной ориентации. Так как на тот момент не был выдан ордер на обыск территории его поместья, полиция попросила разрешения у Герберта Баумейстера осмотреть дом и территорию поместья на предмет наличия улик, изобличающих Баумейстера к совершению преступлений, но он отказал. Несмотря на отказ, подозрения в адрес Баумейстера усилились после допроса Джулианы Баумейстер, которая в ходе допроса заявила о том, что каждый год часть лета она вместе с детьми проводила в доме матери Герберта, который в это время оставался на территории поместья в полном одиночестве и род его деятельности в этот период был никому неизвестен. Она заявила, что Герберт был примерным семьянином, вовлечённым во все аспекты воспитания своих детей. После допроса психическое состояние Баумейстера ухудшилось. Он начал демонстрировать признаки паранойи, вследствие чего его жена в январе 1996 года подала на развод, а Баумейстер покинул поместье и переехал в Индианаполис.
В конце июня 1996 года Джулиана Баумейстер попросила своего адвоката по бракоразводному процессу связаться с офисом шерифа округа Гамильтон. Она рассказала следователям о черепе, который их сын нашёл на территории поместья осенью 1994 года, и разрешила полиции провести осмотр территории. 24 июня того же года, в ходе поисков — в месте указанной Джулианой Баумейстер были обнаружены кости запястья, нижние челюсти, бедренные кости, ребра и позвонки. В последующие дни были эксгумированы ещё несколько сотен фрагментов костей семи человеческих скелетов. Судебный антрополог в ходе исследования останков заявил, что они пролежали в земле от 9 до 18 месяцев. По результатам судебно-медицинской экспертизы впоследствии были установлены личности четырёх жертв. Ими оказались 20-летний Ричард Хэмилтон, 26-летний Стивен Хэйл, 33-летний Роджер Алан Гудлет и 31-летний Мануэль Резендес. Все они являлись гомосексуалами, которые пропали без вести в период с июля 1993 года по июль 1994 года. Трое из жертв в разные годы подвергались арестам по обвинению в занятии проституцией. Кости были обнаружены позади дома в 60 метрах от него на двух участках земли в густом лесу. Некоторые из фрагментов скелетов находились в обугленном состоянии, вследствие чего полиция предложила версию о том, что убийца с целью сокрытия следов преступления сжигал трупы своих жертв. Вместе с останками были найдены остатки патронов для дробовика 12-го калибра и пара наручников, но так как на обнаруженных костях полностью отсутствовала плоть, причину смерти жертв не удалось установить. Даты исчезновения жертв совпали со временем, когда Джулиана Баумейстер и трое ее детей уезжали из города.
В Департаменте Полиции Индианаполиса заявили, что в 1993 году было рассмотрено 160 заявлений о пропавших без вести взрослых мужчин, судьба 13 которых осталась неизвестной. В 1994 году было рассмотрено 232 заявления о пропавших без вести, дальнейшую судьбу 10 которых установить не удалось. В 1995 году в полицию было подано 178 заявлений о пропавших без вести мужчин, судьбу девяти из которых также установить не удалось.
В список потенциальных жертв Герберта Баумейстера также вошли 20-летний Джонни Ли Байер, 28-летний Аллен Уэйн Бруссард, 31-летний Джефф Аллен Джонс, 46-летний Майкл Кейрн, 28-летний Аллен Ливингстон и 34-летний Джерри Уильямс-Комер. Все они пропали без вести после посещения гей-баров в период с 1993 года по август 1995 года. В ходе расследования было установлено, что в среде гомосексуалов Индианаполиса Баумейстер был известен под именем одного из пропавших без вести Майкла Кейрна, а 28-летний Аллен Ливингстон пропал без вести 6 августа 1993 года, в тот же день, что и житель Лафайета Мануэль Редсендес, останки которого были обнаружены в июне 1996 года на территории поместья «Fox Hollow Farm».

## Смерть
Узнав об обнаружении останков, Герберт Баумейстер скрылся, после чего был объявлен в розыск. 30 июня 1996 года он появился в Детройте (штат Мичиган), после чего пересек границу США с Канадой и переехал в Сарнию (провинция Онтарио). Затем Баумейстер отправился на северо-восток вдоль береговой линии озера Гурон в город Гранд-Бенд, (провинция Онтарио), где он заплатил 7 канадских долларов за дневной пропуск в местный парк, где вечером 3 июля 1996 года совершил самоубийство, выстрелив себе в голову из револьвера. Его тело было обнаружено туристами на следующий день рядом с его машиной. Среди личных вещей Герберта Баумейстера полицией был найден его дневник и предсмертная записка объёмом в четыре страницы. В дневнике он описал свое путешествие из штата Индиана в Канаду, еду, которую он употреблял в пищу во время поездки, а также мост, по которому он пересёк границу США с Канадой, отметив его высоту. Содержание предсмертной записки никогда не разглашалось общественности, но по словам представителей полиции признания Баумейстера в совершении серийных убийств в ней не было. В качестве основных причин самоубийства Баумейстер указал неудачный брак и материальные трудности, связанные с банкротством и судебными исками со стороны страховых компаний. В записке Баумейстер указал, что планировал совершить самоубийство днём ранее возле моста на территории города Сарния, но передумал из-за находившейся рядом группы детей.
Впоследствии никаких доказательств, связывающих Баумейстера с останками тел, кроме того факта, что они были найдены на территории его дома — обнаружено не было.

## Последующие события
В феврале 1998 года в полицию обратился житель Индианаполиса, который заявил о том, что идентифицировал по фотографиям Герберта Баумейстера как человека, с которым в июне 1983 года покинул кинотеатр «Vogue» в Индианаполисе его друг Майкл Райли. Позже тело Райли было найдено в ручье недалеко от Индианаполиса. После появления этой информации Баумейстер попал в число подозреваемых в совершении убийства Майкла Райли и восьми других мужчин, чьи тела были найдены в мелких ручьях на территории штатов Индиана и Огайо. Полиция заявила, что девять убийств, совершённых в период с июня 1980 года по август 1991 года, имеют поразительное сходство: все жертвы были обнаружены обнажёнными или частично одетыми возле межштатной автомагистрали I-70, найдены возле рек и ручьев на территории сельской местности и были задушены. Все убитые были объявлены пропавшими без вести после посещения гей-баров и иных заведений, расположенных в четырёх кварталах, которые пользовались большой популярностью в Индианаполисе среди гомосексуалов и иных представителей ЛГБТ-сообщества. По версии следствия Герберт Баумейстер прекратил сбрасывать тела своих жертв в 1991 году, после того как купил поместье «Fox Hollow Farm», после чего продолжил совершать убийства и хоронить трупы жертв позади своего дома.
Тем не менее, впоследствии в ходе расследования никаких очевидных доказательств причастности Баумейстера к совершении этих девяти убийств обнаружено не было. Тед Флейшакер, главный редактор газеты для гомосексуалов, заявил, что Герберт Баумейстер не имеет никакого отношения к совершении серии убийств возле межштатной автомагистрали I-70, и обвинил полицейских чиновников в небрежном расследовании, которые использовали версию причастности Баумейстера к совершению других убийств в целях политической целесообразности накануне выборов шерифов в нескольких округах штата Индиана, в то время как настоящие исполнители убийств остались на свободе.